# Mario Varglien
Mario Varglien (26. december 1905 - 11. august 1978) var en italiensk fodboldspiller (defensiv midtbane) og -træner.
Varglien blev verdensmester med Italiens landshold ved VM 1934 på hjemmebane, men var dog ikke på banen i nogen af italienernes fem kampe i turneringen. Han nåede kun at spille én landskamp, en venskabskamp mod Frankrig i 1935.
På klubplan tilbragte Varglien hele 15 år hos Juventus, og vandt fem italienske mesterskaber med klubben.